# نو غيم نو لايف: زيرو
نو غيم نو لايف: زيرو (باليابانية: ノーゲーム・ノーライフ ゼロ، بالروماجي: Nōgēmu Nōraifu Zero) هو فيلم أنمي مقتبس من سلسلة الرواية الخفيفة من تأليف يو كاميا، نو غيم نو لايف. الفيلم من إخراج أتسوكو إيشيزوكا، وإنتاج استوديو مادهاوس، عرض الفيلم في اليابان في 15 يوليو عام 2017.

## القصة
تدور أحداث القصة عن إيزونا وتيت، اللتان تلعبان لعبة الشطرنج، قررت تيت أن تخبرها قصة كيف أصبح العالم في وضعه الحالي، فتحكي لها حكاية حدثت قبل 6000 سنة.

## الأداء الصوتي
| الشخصية                   | الأداء الصوتي      | مراجع |
| ------------------------- | ------------------ | ----- |
| ريكا / سورا               | يوشيتسوغو ماتسوؤكا | [ 8 ] |
| ستشوي / شيرو              | آي كايانو          | [ 8 ] |
| كورون دولا / ستيفاني دولا | يوكو هيكاسا        | [ 8 ] |
| جبريل                     | يوكاري تامورا      | [ 8 ] |
| نونا زيل / كورامي زيل     | يوكا إيغوتشي       | [ 8 ] |
| ثينك نيرفالين             | ماميكو نوتو        | [ 8 ] |
| إيزونا هاتسوسي            | ميوكي ساواشيرو     | [ 8 ] |
| تيت                       | ريي كوغيميا        | [ 8 ] |

## وصلات خارجية
- الموقع الرسمي باللغة اليابانية
- نو غيم نو لايف: زيرو على موقع IMDb (الإنجليزية)
- نو غيم نو لايف: زيرو على موقع روتن توميتوز (الإنجليزية)
- نو غيم نو لايف: زيرو على موقع فيلمافينيتي (الإسبانية)
- نو غيم نو لايف: زيرو على موقع قاعدة بيانات الفيلم (الإنجليزية)
- نو غيم نو لايف: زيرو على موقع ليتربوكسد (الإنجليزية)
- نو غيم نو لايف: زيرو على موقع كينوبويسك (الروسية)
- نو غيم نو لايف: زيرو على موقع ANN anime (الإنجليزية)